# Biezenloop
De Biezenloop is een beek in de Noord-Brabantse gemeente Meierijstad. De Biezenloop is een zijtak van rivier de Aa.
De Biezenloop ontspringt ter hoogte van de voormalige gemeentegrens tussen Veghel en Sint-Oedenrode en stroomt vervolgens in noordwestelijke richting langs het industrieterrein De Dubbelen. Vervolgens stroomt de beek als waterloop parallel aan de Zuid-Willemsvaart in noordwestelijke richting en langs en door het Wijboschbroek om ter hoogte van Heeswijk naar het noorden om te buigen, met een duiker onder de Zuid-Willemsvaart door geleid te worden en in de Aa uit te monden.
In het Wijboschbroek stroomt de Steegse Loop uit in de Biezenloop.
De Biezenloop is een smalle beek, die in het verleden meerdere malen verlegd is geweest. Oorspronkelijk splitste de beek zich ter hoogte van het gehucht Zondveld bij Veghel. Een tak kwam samen met de Jekschotse Loop en vervolgde zich via de gehuchten Hoge en Lage Biezen. De andere tak kwam in het Rijbroek samen met het Leinsmortels Stroompje. De beide beektakken kwamen ter hoogte van Doornhoek samen en monden uit in de Aa. De beek speelt een belangrijke rol in de waterhuishouding van het zuidelijk gedeelte van de gemeente Veghel. Bij de aanleg van de Zuid-Willemsvaart werd de verbinding met de Aa verlegd richting de Grote Loop over het gebied van De Dubbelen. Met de aanleg van het industrieterrein en de rijksweg A50 is de Biezenloop de functie van ecologische verbindingszone toegekend. Dit is gebeurd door de oevers minder steil te maken en dus toegankelijker. Doel is om de beek weer tot een geschikt woongebied te maken voor watervogels en soorten als de pad en levendbarende hagedis.